# The Island at the Top of the World
The Island at the Top of the World (Brasil: A Ilha no Topo do Mundo) é um filme estadunidense de 1974 do gênero aventura, ficção científica e fantasia, dirigido por Robert Stevenson e com roteiro baseado no romance The Lost Ones, de Ian Cameron, e com trilha sonora composta por Maurice Jarre.

## Sinopse
Em 1907, um arqueólogo americano junta-se a um rico empresário inglês, a um excêntrico aeronauta inventor francês e a um caçador esquimó para uma grande expedição ao Ártico. Viajando no avançado dirigível Hyperion, os homens procuram pelo filho do empresário que desapareceu há dois anos ao buscar o lendário "cemitério das baleias". E descobrem uma colônia viquingue perdida numa ilha esquecida pelo tempo, protegida do gelo por correntes térmicas causadas por um vulcão ativo.

## Elenco
- Donald Sinden...Sir Anthony Ross
- David Hartman...Prof. Ivarsson
- Jacques Marin..Capitão Brieux
- Mako Iwamatsu...Oomiak
- David Gwillim...Donald Ross
- Agneta Eckemyr...Freyja

## Produção
As locações foram na Ilha Prince Patrick. Após o lançamento do filme, o livro foi relançado com o nome original alterado. Muitas mudanças foram feitas para a adaptação da história. O enredo do livro se passa em 1960 e no filme o ano é de 1907. A ilha do filme é localizada ao norte da Ilha Ellesmere (Forte Crocker). Personagens que não estão no livro aparecem no filme, assim como o dirigível Hyperion, que não existia no texto original. Outra grande mudança na história foi o destino da personagem Freya, que pelo filme foi viver (provavelmente) feliz com Donald, enquanto que no texto original ela morre tragicamente, sacrificando-se para salvar Donald e Sir Anthony.
Uma sequência a ser chamada de "The Lost Ones", mais próxima do texto original, chegou a ser planejada mas, com o baixo desempenho nas bilheterias de "Island at the Top of the World", o projeto foi abandonado.

## Indicações a prêmios
- Indicado ao Oscar por melhor direção de arte (Peter Ellenshaw, John B. Mansbridge, Walter H. Tyler, Al Roelofs, Hal Gausman).

## Quadrinhos
Como era comum nas produções Disney, o filme foi adaptado para os quadrinhos com desenhos de Bill Ziegler. No Brasil, a aventura foi publicada na revista Almanaque Disney número 62 de julho de 1976